# Il nome di lei/Per quando è tardi
Il nome di lei/Per quando è tardi è il nono singolo discografico del gruppo musicale I Nomadi pubblicato in Italia nel 1968 dalla Columbia.

## Descrizione
Il primo brano, Il nome di lei, è la versione con testo in italiano scritto da Paolo Dossena del brano Gotta See Jane scritto da Edward Holland, Jr., Richard Dean Taylor e Ronald Miller, mentre, il secondo, Per quando è tardi, è un brano originale scritto da Francesco Guccini e che verrà poi pubblicato anche da questi nel suo album Due anni dopo nel 1970.

## Tracce
Lato A
1. Il nome di lei (testo: Paolo Dossena – musica: Edward Holland, Jr., Richard Dean Taylor, Ronald Miller)

Lato B
1. Per quando è tardi (testo: Francesco Guccini – musica: Francesco Guccini)

## Formazione
- Beppe Carletti: tastiere
- Bila Copellini: batteria
- Gianni Coron: basso
- Augusto Daolio: voce
- Franco Midili: chitarra